# Cyrtidiorchis alata
Cyrtidiorchis alata är en orkidéart som först beskrevs av Hipólito Ruiz López och Pav., och fick sitt nu gällande namn av Stephan Rauschert. Cyrtidiorchis alata ingår i släktet Cyrtidiorchis, och familjen orkidéer. Inga underarter finns listade i Catalogue of Life.

## Bildgalleri

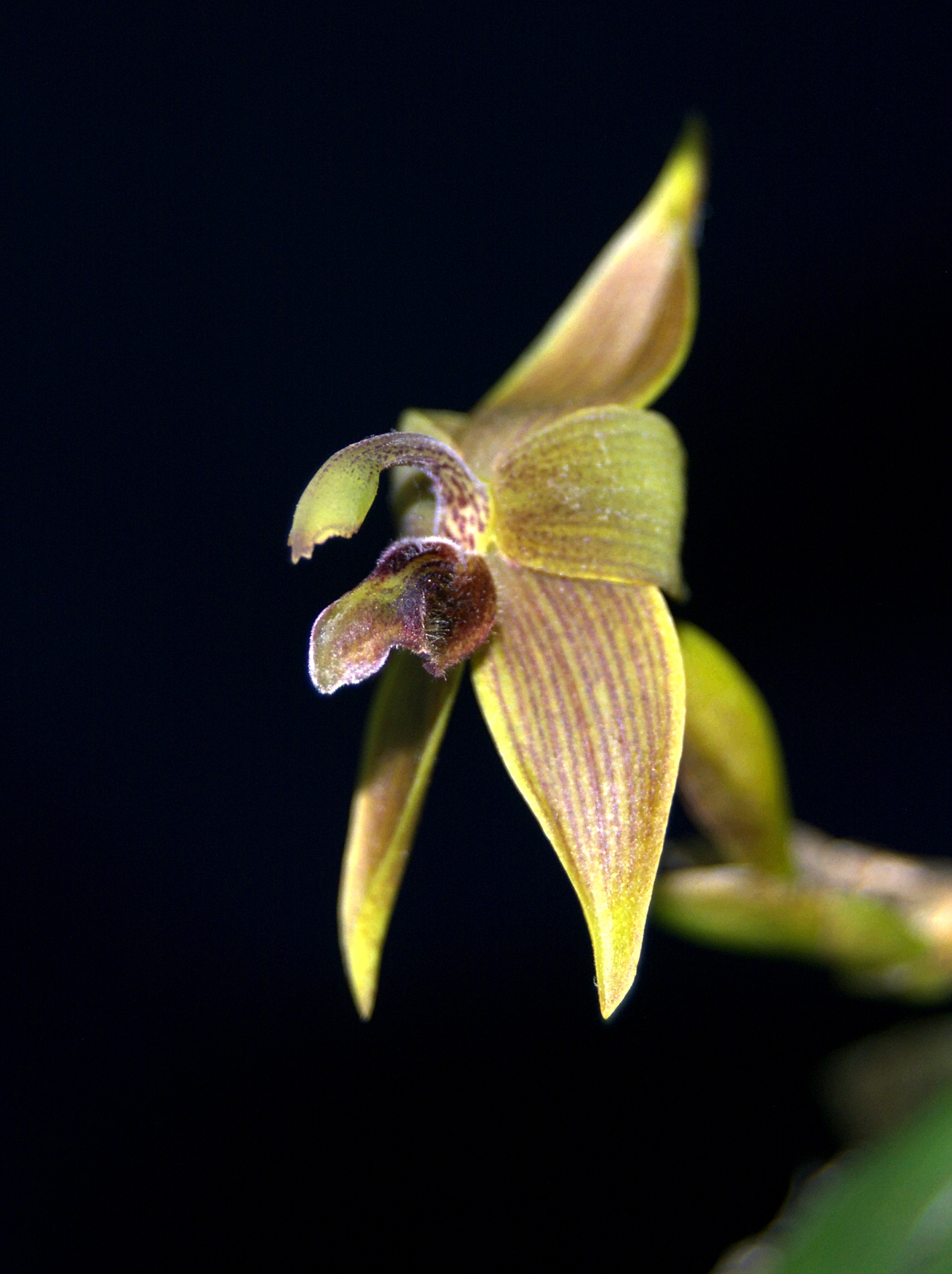